# Когда мужчина любит женщину
«Когда мужчина любит женщину» (англ. When a Man Loves a Woman) — драма 1994 года по сценарию Эла Фрэнкена и Рональда Басса с Энди Гарсиа, Мэг Райан, Эллен Берстин и Филипом Сеймуром Хоффманом в главных ролях.
Картина является хрониками одной алкоголички (Райан) и её мужа (Гарсиа), старающегося помочь ей. За свою игру Райан получила номинацию Screen Actors Guild в категории «лучшей актрисе ведущей роли». Название картины взято из одноимённой песни, написанной Кальвином Льюисом и Эндрю Райтом и сделавшей знаменитым Перси Следжа.

## Сюжет
Поначалу кажется, что это идеальная семья: две чудесные дочки, отец — лихой пилот и мать на высокой должности. Но обнаруживается и червоточина: у матери семейства имеются скрываемые проблемы с алкоголем. Неожиданно для всех это обнаруживается и поначалу женщина пытается сопротивляться, но затем ложится на реабилитацию в клинику. В это непростое для семьи время мужчина пытается сплотить своё семейство и признать, что сам тоже сыграл роль в пагубной привычке супруги.

## В ролях
- Энди Гарсиа — Майкл Грин
- Мэг Райан — Элис Грин
- Эллен Берстин — Эмили
- Тина Мажорино — Джессика Грин
- Мэй Уитман — Кейси Грин
- Лорен Том — Эми
- Филип Сеймур Хоффман — Гэри
- Эжен Роше — Уолтер
- Гейл Стрикленд — Пэм
- Стивен Брилл — Мэдрэс Ти
- Сюзанна Томпсон — Джанет
- Эринн Кэнэван — Шэннон
- Латаня Ричардсон — доктор Джина Мендез
- Бари К. Уайлерфорд — Малькольм
- Джеймс Джуд Кортни — Эрл

## Дополнительная информация
Теглайн фильма: Through the good times. Through the bad times. When a Man Loves a Woman: it’s for all times. (В хорошие времена. В плохие времена. Когда мужчина любит женщину — это на все времена).
Сыгранная Гарсиа роль первоначально предназначалась Тому Хэнксу.